# Embergeria
Embergeria é um género botânico pertencente à família Asteraceae.